# داگ جونز (بازیگر)
داگ جونز (به انگلیسی: Doug Jones) متولد ۲۴ مه۱۹۶۰، یک بازیگر آمریکایی است که بیشتر به خاطر شرکت در فیلم‌های علمی–تخیلی، فانتزی و ترسناک و بازی‌اش در شخصیت‌های غیرانسانی با گریم سنگین شناخته می‌شود.
جونز در سریال و فیلم‌هایی چون بافی قاتل خون‌آشام‌ها، پسر جهنمی، پسر جهنمی ۲: ارتش طلایی، هزارتوی پن، چهار شگفت‌انگیز: قیام موج سوار نقره‌ای، شعبده‌بازی، مانکیبون، نابودی و شکل آب نقش آفرینی کرده‌است.